# ماكسويل ستريت جيمي ديفيس
ماكسويل ستريت جيمي ديفيس (بالإنجليزية: Maxwell Street Jimmy Davis)‏ هو فنان الشارع وكاتب أغاني ومغني أمريكي، ولد في 2 مارس 1925 في Tippo, Mississippi ‏ في الولايات المتحدة، وتوفي في 28 ديسمبر 1995 في شيكاغو في الولايات المتحدة بسبب نوبة قلبية.

## وصلات خارجية
- ماكسويل ستريت جيمي ديفيس على موقع ميوزك برينز (الإنجليزية)
- ماكسويل ستريت جيمي ديفيس على موقع ميوزك برينز (الإنجليزية)
- ماكسويل ستريت جيمي ديفيس على موقع أول ميوزيك (الإنجليزية)
- ماكسويل ستريت جيمي ديفيس على موقع ديسكوغز (الإنجليزية)